# Piñeira (Fonsagrada)
Piñeira (llamada oficialmente Santa María de Piñeira) es una parroquia y una aldea española del municipio de Fonsagrada, en la provincia de Lugo, Galicia.

## Organización territorial
La parroquia está formada por catorce entidades de población:

### Entidades de población
Entidades de población que forman parte de la parroquia:
- Airexa (A Airexa)
- Boucisca (A Boucisca)
- Castañosín
- Centigosa
- Estremeiro
- Goxe
- Gulpilleiras
- Mido (O Mido)
- Monteagudo
- Piñeira
- Silvadrosa
- Teixeira
- Veigas (As Veigas)

### Despoblado
Despoblado que forma parte de la parroquia:
- Escourido

## Demografía

### Parroquia
| Gráfica de evolución demográfica de Piñeira (parroquia) entre 2000 y 2019 |
|                                                                           |
| Datos según el nomenclátor publicado por el INE.                          |

### Aldea
| Gráfica de evolución demográfica de Piñeira (aldea) entre 2000 y 2019 |
|                                                                       |
| Datos según el nomenclátor publicado por el INE.                      |